# Ernst Süffert
Ernst Süffert (* 17. August 1863 in Schlitz (Vogelsbergkreis); † 2. Februar 1933 in Darmstadt) war ein deutscher Verwaltungsjurist, Präsident der Oberrechnungskammer und des hessischen Verwaltungsgerichtshofs.

## Leben
Süffert studierte ab Sommersemester 1882 Rechtswissenschaften in Gießen, wo er Mitglied des Corps Teutonia war. 1899 wurde er Regierungsrat in Friedberg (Hessen), 1900 Kreisrat in Alzey, 1905 Ministerialrat in Darmstadt, 1910 Geheimer Rat und 1914 Staatsrat. Ab 1918 amtierte er als Präsident der Oberrechnungskammer und ab 1924 gleichzeitig als Präsident des hessischen Verwaltungsgerichtshofs. 1928 trat er in den Ruhestand.